# Нариманидзе, Хатуна
Хатуна́ Наримани́дзе (груз. ხათუნა ნარიმანიძე, род. 2 февраля 1974 года, Тбилиси) — грузинская спортсменка (стрельба из лука), призёр Европейских игр.

## Летние Олимпийские игры 2004 года
На летних Олимпийских играх 2004 года Хатуна Нариманидзе закончила квалификацию на 41 месте, набрав 620 очков. В первом раунде плей-офф она уступила испанке Альмудене Гальярдо со счётом 132:148. В итоге она заняла 51 место из 64 участниц.

## Летние Олимпийские игры 2008 года
На летних Олимпийских играх 2008 года Хатуна Нариманидзе закончила квалификацию на 4 месте, набрав 663 очка. В первом раунде плей-офф она победила бутанскую спортсменку Дорджи Дема, которая квалифицировалась на 61-м месте, со счётом 107:97, во втором раунде победила венесуэльскую спортсменку Лейдис Брито со счётом 111:98. Однако в третьем раунде уступила мексиканке Мариане Авития — 108:109. В итоге Хатуна Нариманидзе заняла 9 место среди 64-х участниц.